# Плодоїд чорно-зелений
Плодоїд чорно-зелений (Pipreola riefferii) — вид горобцеподібних птахів родини котингових (Cotingidae). Мешкає в Андах.

## Опис
Довжина птаха становить 18 см. У самців голова, горло і груди чорні, верхня частина тіла зелена, блискуча, третьорядні покривні пера крил мають світлі кінчики. Решта нижньої частини тіла жовтувата, поцяткована зеленими плямами або смужками, відділена від чорних грудей жовтою смугою. У самиць голова, горло і груди зелені, жовтий "комір" на грудях відсутній. Очі червонувато-карі, дзьоб і лапи оранжево-червоні.

## Підвиди
Виділяють шість підвидів:
- P. r. occidentalis (Chapman, 1914) — Західний хребет і крайній південь Центрального Хребта Колумбійських Анд, західні схили Еквадорських Анд (на південь до Ель-Оро);
- P. r. riefferii (Boissonneau, 1840) — Центральний і Східний хребти Колумбійських Анд, Анди на заході Венесуели (Кордильєра-де-Мерида), гори Сьєрра-де-Періха на кордоні Колумбії і Венесуели;
- P. r. confusa Zimmer, JT, 1936 — східні схили Анд в Еквадорі і на крайній півночі Перу (захід Амазонасу);
- P. r. chachapoyas (Hellmayr, 1915) — Перуанські Анди (на схід від Мараньйону в Амазонасі і Сан-Мартіні);
- P. r. tallmanorum O'Neill & Parker, TA, 1981 — гори Кордильєра-де-Карпіш[es] і Сіра[en] в центральному Перу (Уануко);
- P. r. melanolaema Sclater, PL, 1856 — гори Прибережного хребта на півночі Венесуели.

## Поширення і екологія
Чорно-зелені плодоїди мешкають у Венесуелі, Колумбії, Еквадорі і Перу. Вони живуть в нижньому і середньому ярусах вологих гірських тропічних лісів. Зустрічаються поодинці, парами або невеликими зграйками, на висоті від 1000 до 3500 м над рівнем моря, переважно на висоті від 1500 до 2700 м над рівнем моря. Живляться плодами.